# 埼玉県立川越高等技術専門校
埼玉県立川越高等技術専門校（さいたまけんりつかわごえこうとうぎじゅつせんもんこう）は、埼玉県川越市並木にある県立の職業能力開発校。

## 設置訓練科
普通課程（１年コース）
- 金属加工科
- 電気工事科
- 木工工芸科

短期課程（６か月コース）
- ビル管理科（４月、１０月）

## 沿革
- 1958年（昭和33年）7月　埼玉県川越職業訓練所として開校
- 1969年（昭和44年）10月　埼玉県立川越専修職業訓練校と改称
- 1986年（昭和61年）4月　埼玉県立川越高等技術専門校と改称

## 交通
- JR川越線南古谷駅より徒歩１０分